# Rio Verman
Rio Verman (em russo:  Верман Река, em finlandês:  Vermanjoki) é um rio na região de Murmansque, na Rússia. Durante grande parte da Campanha do Ártico da Segunda Guerra Mundial, os trechos dele formam a linha de frente e muitas batalhas aconteceram lá.